# Wahpeton (Dacota do Norte)
Wahpeton é uma cidade localizada no estado norte-americano da Dacota do Norte, no Condado de Richland.

## Demografia
Segundo o censo norte-americano de 2000, a sua população era de 8586 habitantes.
Em 2006, foi estimada uma população de 7907, um decréscimo de 679 (-7.9%).

## Geografia
De acordo com o United States Census Bureau tem uma área de
12,9 km², dos quais 12,9 km² cobertos por terra e 0,0 km² cobertos por água. Wahpeton localiza-se a aproximadamente 294 m acima do nível do mar.

## Localidades na vizinhança
O diagrama seguinte representa as localidades num raio de 20 km ao redor de Wahpeton.